# مذكرة تفاهم

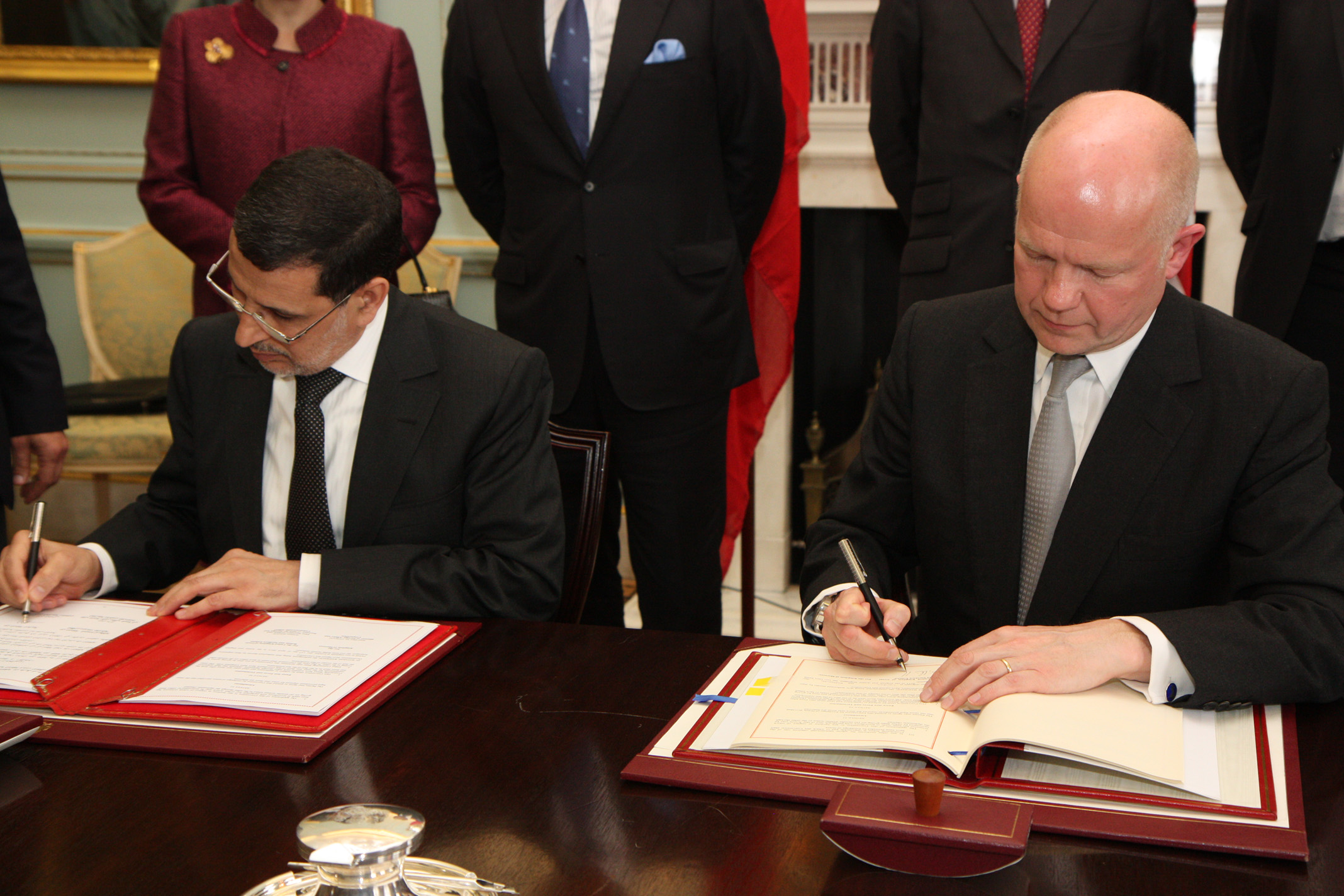
التوقيع على مذكرة تفاهم بين وزيري خارجية المغرب وبريطانيا

مذكرة التفاهم هي وثيقة رسمية تتضمن اتفاقاً بين طرفين أو عدة أطراف، وهي تعد إيذاناً ببدء العمل بين أطراف الاتفاق أكثر منها التزاماً قانونياً. ولذلك يعتبر البعض مذكرة التفاهم اتفاق شرف يفتقد لإلزام العقود القانونية الرسمية.

## مذكرة التفاهم في الشركات والمؤسسات الحكومية
تعتبر مذكرة التفاهم المخرج والبديل عن الاتفاقات والعقود الرسمية.

## مذكرة التفاهم في القانون الدولي
فيما يتعلق بالعلاقات الدولية، تعتبر السرية أهم ما يخص مذكرة التفاهم حيث أن القانون يسمح بذلك. كما أنها توقع في معظم الدول دون الرجوع إلى المؤسسات الداخلية المعنية مثل البرلمان أو الهيئات التشريعية.
ومن خصائص مذكرة التفاهم انها أسهل من المعاهدات من حيث التعديل، حيث أن المعاهدات تستغرق وقتاً أطول ومفاوضات مستمرة لتعديلها.